# Slobozia (Argeș)
Slobozia è un comune della Romania di 4 981 abitanti, ubicato nel distretto di Argeș, nella regione storica della Muntenia.